# Butalbital
Butalbital, kwas 5-allilo-5-izobutylobarbiturowy – organiczny związek chemiczny stosowany jako lek z grupy barbituranów. Jest objęty Konwencją o substancjach psychotropowych z 1971 roku (wykaz III). W Polsce jest w grupie III-P Ustawy o przeciwdziałaniu narkomanii.
Jako składnik preparatów złożonych jest stosowany w leczeniu doraźnym migreny w Stanach Zjednoczonych.